# Iven
Iven är en kommun och ort i Landkreis Vorpommern-Greifswald i förbundslandet Mecklenburg-Vorpommern i Tyskland.
Kommunen ingår i kommunalförbundet Amt Anklam-Land tillsammans med kommunerna Bargischow, Blesewitz, Boldekow, Bugewitz, Butzow, Ducherow, Krien, Krusenfelde, Medow, Neetzow-Liepen, Neu Kosenow, Neuenkirchen, Postlow, Rossin, Sarnow, Spantekow och Stolpe an der Peene.